# 韋斯特曼蘭 (緬因州)
韋斯特曼蘭（英語：Westmanland）是一個位於美國緬因州阿魯斯圖克縣的市鎮。

## 人口
根據2020年美國人口普查的數據，韋斯特曼蘭的面積為94.41平方千米，當中陸地面積為92.21平方千米，而水域面積為2.20平方千米。當地共有人口79人，而人口密度為每平方千米0.84人。